# Clavecin Hass de 1740
Le clavecin Hass de 1740 est généralement considéré comme le plus complexe et le plus élaboré des clavecins construits avant le XIXe siècle. 
C'est le chef-d'œuvre de Hieronymus Albrecht Hass, facteur hambourgeois actif au début du XVIIIe siècle et distingué par l'originalité et la qualité de sa production. Les caractéristiques de cet instrument sont exceptionnelles, notamment la présence de trois claviers et des très rares jeux de 2 et 16 pieds. Il se distingue également par sa décoration très raffinée.
Longtemps propriété du claveciniste Rafael Puyana, il appartient actuellement à une collection privée.

## Description
Ce clavecin porte la signature suivante : Hieronymus Albr. Hass in Hamb. Anno 1740. 
C'est le plus grand construit par Hieronymus Albrecht Hass : sa longueur est de plus de 9 pieds (2,75 m). C'est un des très rares — sinon le seul — instruments « historiques » à trois claviers d'origine : les autres clavecins à trois claviers existants aujourd'hui sont considérés comme non authentiques dans cet état (cependant les documents d'époque indiquent clairement l'existence d'instruments à trois claviers, qui n'ont jamais dû être nombreux).   
La caisse est d'aspect massif, impression soulignée par l'éclisse courbe doublement incurvée en forme de « S », caractéristique de l'école hambourgeoise, sa hauteur et la longueur de la joue imposées par la présence des trois claviers et les six rangs de sautereaux se partageant cinq rangs de cordes dont le jeu de 16 pieds.  
Elle est supportée par un piètement à sept colonnes tournées, reliées en leur partie basse par une ceinture d'entretoises chantournées. Le couvercle est en trois parties repliables séparément : la première correspond aux claviers, la seconde au sommier et aux deux fosses avec leurs chapiteaux, la dernière à la table d'harmonie. La boîte à claviers peut être close par un portillon séparé.

### Mécanisme et partie sonore
Il y a trois claviers superposés ; le clavier inférieur est mobile et doit être tiré vers l'instrumentiste pour entrer en fonction : il est alors en saillie par rapport à la caisse. S'il est poussé à l'intérieur de l'instrument, il est hors fonction. Tiré complètement, il est accouplé au clavier médian, et s'il est tiré à moitié, il peut être joué indépendamment. En ce qui concerne le clavier supérieur, il peut s'accoupler au clavier médian en le repoussant,  dans ce cas, l'accouplement ne joue que sur le jeu de nasal (par un système dit dogleg), le jeu d'unisson 1 étant de toutes façons commun aux deux claviers.  
L'instrument possède cinq jeux de cordes (16 pieds, 2 x 8 pieds (unisson), 4 pieds et 2 pieds. Il y a donc quatre chevalets et le jeu de 16 pieds possède une table d'harmonie qui lui est propre. L'étendue est de cinq octaves chromatiques Fa0 à Fa5 (sans le Fa#0) soit 60 notes - c'est le premier construit par Hieronymus Albrecht à posséder cette étendue. En ce qui concerne le jeu de deux pieds, il ne s'étend que sur trois octaves basses car la largeur des fosses empêche l'installation de cordes plus courtes ou qui, sinon, devraient être trop fines. Il y a deux chapiteaux séparés, le plus proche de l'instrumentiste correspondant au jeu de nasal.
En regard de ces cinq jeux de cordes, il y a donc six rangs de sautereaux, et la disposition est la suivante :
- au clavier supérieur : Nasal et unisson 1
- au clavier médian : Unisson 1, 4 pieds, unisson 2
- au clavier inférieur : 16 pieds et 2 pieds.

### Décoration
Le raffinement de la décoration est en correspondance avec la sophistication du mécanisme. 
L'extérieur de la caisse est peint en imitation de l'écaille de tortue, avec surimposition de motifs de chinoiserie dorée. 
La partie principale de l'intérieur du couvercle est décorée d'une scène qui représente l'instrument lui-même, alors qu'il est présenté par le facteur à une dame de haut lignage assise sur une trône, probablement la commanditaire et première propriétaire. L'action se déroule dans un parc d'allure italienne ou espagnole, les deux personnages principaux étant accompagnés de nombreux autres : dames de compagnie ou compagnons artisans et musiciens. Deux personnages casqués et en tenue militaire chamarrée apparaissent sur une nuée qui semble être descendue au niveau de l'instrument. Des experts pensent que la dame pourrait être Maria Barbara de Bragance, l'épouse du roi d'Espagne Ferdinand VI qui était une claveciniste émérite et l'élève de Domenico Scarlatti et qui possédait une douzaine de clavecins dans ses différentes résidences. Les deux autres parties du couvercle (repliables) sont décorées de scènes de même inspiration. 
L'intérieur de l'instrument (au-dessus de la table d'harmonie) ainsi que les deux chapiteaux sont peints rouge vif. 
La boîte à clavier est décorée d'une marqueterie composée de bois, d'écaille de tortue et d'ivoire. Les touches elles-mêmes marient l'écaille de tortue, l'ébène et l'ivoire.
Quant au piétement, il est peint de la même façon que la caisse.

## Provenance
En ce qui concerne la provenance de cet instrument d'exception avant 1900, les experts en sont réduits à des conjectures. Cette année-là, il fut montré à l'Exposition universelle de Paris et son propriétaire était Edouard Costil. 
Il passa ensuite dans les années 1920 entre les mains du collectionneur et antiquaire Marcel Salomon, qui était spécialisé dans les instruments anciens, avant d'être acheté par Mme de Jouvenel. Il resta propriété de la famille de Jouvenel avant d'être vendu en 1964 au grand claveciniste Rafael Puyana qui réalisa nombre d'enregistrements avec cet instrument d'exception.
Après le décès de Puyana en 2013, il fut à nouveau mis en vente. Le Musée de la Musique tenta de réunir les fonds nécessaires pour son acquisition. Celle-ci ne pourra pas se faire, et le clavecin, dont la valeur était estimée entre 1,2 et 1,5 million d'euros finira par être vendu au prix d'un million d'euros, hors les frais.
Sur la base des éléments de décoration intérieure du couvercle, des experts pensent que la première propriétaire - pour laquelle le clavecin a été construit - pourrait être Maria Barbara de Bragance, l'épouse du roi d'Espagne Ferdinand VI qui était une claveciniste émérite et l'élève de Domenico Scarlatti.

## Discographie
- Bach, Partitas - Rafael Puyana (1985, 3CD Sanctus Recordings SCS 027/29) (OCLC 908950087 et 887469548)
- Fandango - Rafael Puyana (1985, L'Oiseau-Lyre)
- Scarlatti, Sonates pour clavecin [30] - Rafael Puyana (1989, 2CD Harmonia Mundi)

## Sources et bibliographie
- (en) Raymond Russell, The harpsichord and clavichord : an introductory study, Londres, Faber and Faber, 1959, 208+96
- (en) Frank Hubbard, Three centuries of harpsichord making, Cambridge, Massachusetts, Harvard University Press, 1967, 373+41 (ISBN 0-674-88845-6)
- (en) Donald H. Boalch, Makers of the harpsichord and clavichord 1440-1840, Oxford, Oxford University Press, 1974, 2e éd. (1re éd. 1956), 225 p. (ISBN 0-19-816123-9)
- (en) Edwin Ripin, Howard Schott, John Barnes, Grant O'Brien, William Dowd, Denzil Wraight, Howard Ferguson et John Caldwell, Early keyboard instruments, New York, W. W. Norton & C°, coll. « The New Grove Musical Instruments Series », 1989, 3e éd., 313 p. (ISBN 0-393-30515-5)
- (en) Lancelot Edwin Whitehead, The Clavichords of Hieronymus and Johann Hass, Université d'Édimbourgh, 1994 (lire en ligne [PDF])
- (en) Edward L. Kottick, A history of the harpsichord, Bloomington, Indiana University Press, 2003, 1re éd., 557 p. (ISBN 0-253-34166-3, lire en ligne)
- (en) Igor Kipnis, The Harpsichord and Clavicord : an encyclopedia, New York, Routledge, coll. « Encyclopedia of Keyboard Instruments », 2007, 548 p. (ISBN 978-1-138-79145-9)
- Claude Mercier-Ythier (préf. Jean Favier), Les clavecins, décembre 2011, 130 p. (ISBN 978-2-87788-007-7), p. 112–115
- « Projet d’acquisition d'un trésor national : clavecin à trois claviers Hieronymus Albrecht Hass, Hambourg 1740 (Musée de la musique) » [PDF] (version du 3 décembre 2008 sur Internet Archive)
- « Lot n° 61, clavecin », sur drouot.com, 25 mars 2014